# Francis Curzon, 5th Earl Howe

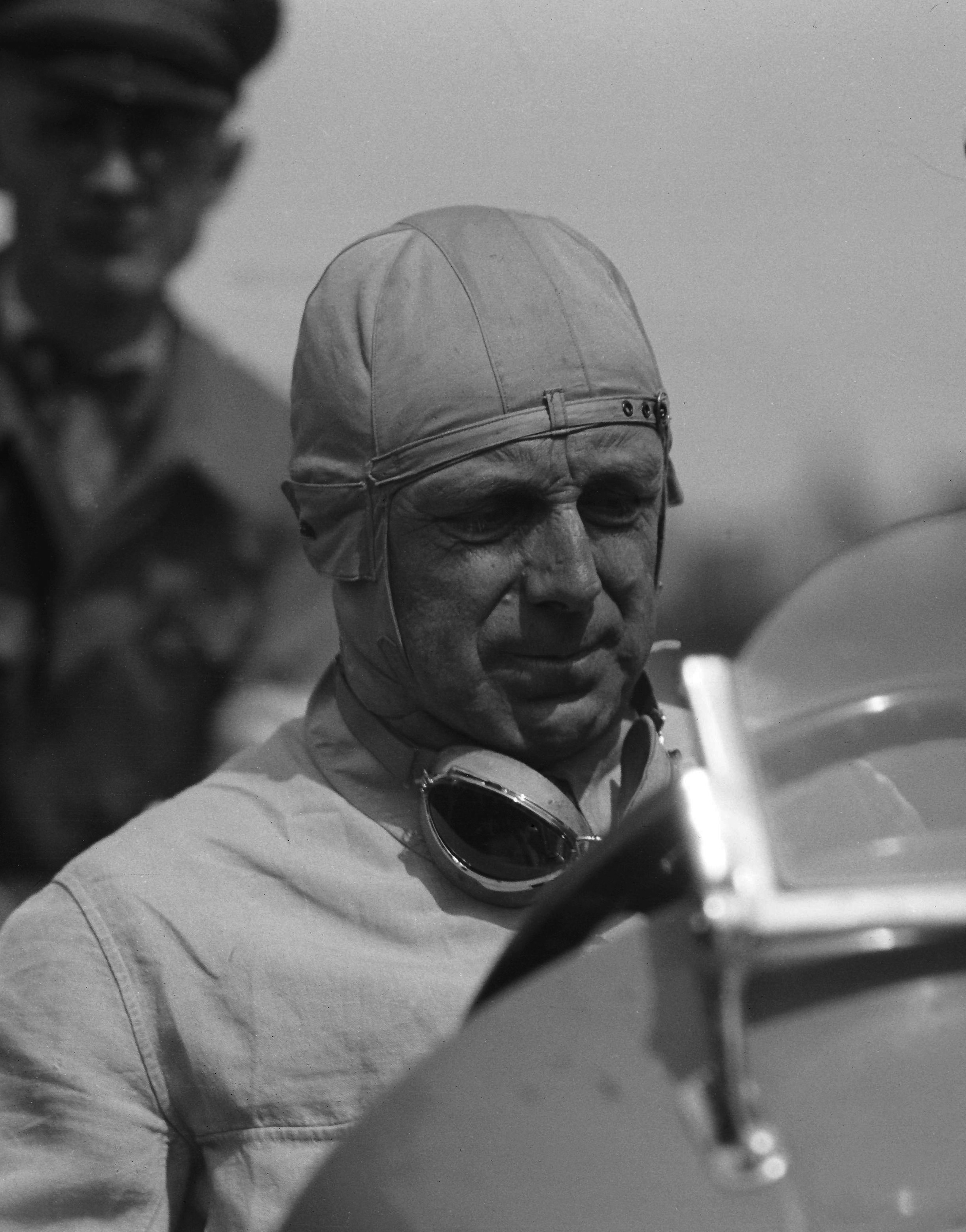
Earl Howe op AVUS in 1934.

Francis Richard Henry Penn Curzon, 5th Earl Howe, CBE, RD, PC (Mayfair, 1 mei 1884 - Amersham, 26 juli 1964), was een Brits autocoureur en lid van het Britse Lagerhuis. Als autocoureur nam hij deel onder de naam Earl Howe. In 1928 richtte hij de British Racing Drivers' Club op. In 1931 won hij, samen met Tim Birkin, de 24 uur van Le Mans.

## Eerste Wereldoorlog
Tussen 1900 en 1929 droeg Curzon de titel "Viscount Curzon". Na het overlijden van zijn vader nam hij de titel "Earl Howe" over. Na zijn schooltijd kwam hij bij de Royal Naval Reserve terecht. In 1907 werd hij bevorderd tot "Commanding Officer of the Sussex Division" van de Royal Naval Volunteer Reserve. Tijdens de Gallipoliveldtocht in de Eerste Wereldoorlog zat hij op de HMS Queen Elizabeth. Tot het eind van de oorlog in 1918 leidde hij zijn bataljon op het westfront en was hij de adjudant van koning George V.

## Politiek
Na het eind van de oorlog richtte Curzon zich op zijn politieke carrière. In 1918 werd hij verkozen om voor het kiesdistrict Battersea South (Londen) als kandidaat voor de Conservative Party plaats te nemen in het Britse Lagerhuis. In 1921 keerde hij terug naar zijn oude unit als kapitein, waar hij in 1933 werd bevorderd tot commandeur. Na het overlijden van zijn vader in 1929 erfde hij de titel "Earl Howe". Als gevolg hiervan vertrok hij bij het Lagerhuis en nam hij plaats in het Hogerhuis. Dat jaar trad hij ook toe tot de Privy Council.

## Autosport
Aan het eind van de jaren '20 begon Curzon zijn autosportcarrière. In 1928 richtte hij samen met Dudley Benjafield de British Racing Drivers' Club op, en in 1929 werd hij de eerste voorzitter van de club. Hij begon zijn carrière als coureur op de relatief late leeftijd van 44 jaar, toen hij in 1928 in een Bugatti deelnam aan de 6 uur van Brooklands. In de jaren '30 kocht hij diverse raceauto's, waaronder een Mercedes-Benz SSK die eigendom was van Rudolf Caracciola, en nam met deze auto's deel aan races.
Tussen 1929 en 1935 nam Curzon deel aan de 24 uur van Le Mans. In 1931 wist hij, samen met Tim Birkin, de race te winnen in een Alfa Romeo 8C. Daarnaast won hij in 1933 de Grand Prix van Donington. In 1937 maakte hij een zwaar ongeluk mee bij de Campbell Trophy op Brooklands, waar hij zes maanden van moest herstellen. In 1938 won hij de Grosvenor Cup. Toen de Tweede Wereldoorlog uitbrak, moest hij zijn racecarrière beëindigen.
Na de oorlog werd Curzon organisator en teameigenaar. Hij had onder meer Tazio Nuvolari onder zijn hoede, die in 1948 de eerste Grand Prix van Groot-Brittannië won. Ook nam hij het initiatief voor de BRDC International Trophy, georganiseerd door de BRDC. Deze club reikt sinds 1999 de Earl Howe Trophy uit, die aan de meest succesvolle Britse coureur die aan Noord-Amerikaanse races deelneemt wordt gegeven.
Curzon overleed in 1964 op 80-jarige leeftijd.